# New Britain
New Britain je město ve Spojených státech amerických. Nachází se ve státě Connecticut. Ve městě žije přibližně 74 tisíc obyvatel a jeho rozloha činí 34,9 km². Leží asi 14 kilometrů jihozápadně od Hartfordu.
Město bylo založeno roku 1850. Své sídlo zde mají Central Connecticut State University a Charter Oak State College. Městu se někdy přezdívá Hardware City (kvůli souvisejícímu průmyslu) nebo také New Britski kvůli vysokému počtu přistěhovalců z Polska. Největším zaměstnavatelem ve městě je nemocnice Hospital of Central Connecticut. Město leží v nadmořské výšce asi 60 m n. m.

## Rodáci
- Velvet Sky (* 1981) – americká wrestlerka
- Paul Manafort (* 1949)

## Partnerská města
- Rastatt, Německo
- Acugi, Japonsko
- Gmina Pułtusk, Polsko
- Giannitsa, Řecko
- Solarino, Itálie
- Priolo Gargallo, Itálie